# Europameisterschaften im Bogenschießen 1982
Die 8. Europameisterschaften im Bogenschießen wurden vom 20. bis 22. Juni 1982 in Kecskemét, Ungarn ausgetragen.

## Ergebnisse
Es wurden nur Medaillen in Disziplinen mit dem Recurvebogen vergeben.
| Disziplin         | Gold                                                                  | Silber                                                                 | Bronze                                                   |
| ----------------- | --------------------------------------------------------------------- | ---------------------------------------------------------------------- | -------------------------------------------------------- |
| Männer Einzel     | Wladimir Jeschejew                                                    | Willy Van Den Bossche                                                  | Tomi Poikolainen                                         |
| Frauen Einzel     | Natalja Butusowa                                                      | Päivi Meriluoto                                                        | Ljudmyla Arschannikowa                                   |
| Männer Mannschaft | Belgien Willy Van Den Bossche Patrick DeKoning Marnix Vervinck        | Sowjetunion Wladimir Jeschejew Stanislaw Zabrodzkij Boris Issatschenko | Finnland Tomi Poikolainen Kyösti Laasonen Kauko Laasonen |
| Frauen Mannschaft | Sowjetunion Natalja Butusowa Ljudmyla Arschannikowa Alexandra Bussjak | Großbritannien Eileen Robinson Charlotte Calladine Pauline Edwards     | Finnland Päivi Meriluoto Ulla Rantala Eila Pummi         |

## Medaillenspiegel
| Platz  | Land           | Gold | Silber | Bronze | Gesamt |
| ------ | -------------- | ---- | ------ | ------ | ------ |
| 1      | Sowjetunion    | 3    | 1      | 1      | 5      |
| 2      | Belgien        | 1    | 1      | –      | 2      |
| 3      | Finnland       | –    | 1      | 3      | 4      |
| 4      | Großbritannien | –    | 1      | –      | 1      |
| Gesamt | Gesamt         | 4    | 4      | 4      | 12     |